# Federica Mogherini
Federica Mogherini (Roma, 16 de junio de 1973) es una política y politóloga italiana. Fue alta representante de la Unión para Asuntos Exteriores desde el 1 de noviembre de 2014 hasta el 1 de diciembre de 2019 tras haber sido nombrada por el Consejo Europeo y el presidente electo de la Comisión, Jean-Claude Juncker, el 30 de agosto de 2014. También fue ministra de Asuntos Exteriores de Italia desde febrero hasta octubre de 2014.  
Mogherini se graduó en ciencias políticas en la Universidad Sapienza de Roma con una tesis en filosofía política.

## Biografía
Federica Mogherini es hija del director de cine y escenógrafo italiano Flavio Mogherini. Está casada con Matteo Rebesani, con el que tiene dos hijas.

## Trayectoria política
Mogherini es miembro del Partido Democrático y del Partido de los Socialistas Europeos. El 22 de febrero de 2014 fue nombrada ministra de Asuntos Exteriores por el primer ministro Matteo Renzi. Fue la tercera mujer en servir como ministra de Relaciones Exteriores de Italia, después de Emma Bonino y Susanna Agnelli.

### Alta representante de la Unión para Asuntos Exteriores y Política de Seguridad
En la cumbre europea del 30 de agosto de 2014, se nombró a Mogherini como alta representante de la Unión para Asuntos Exteriores y Política de Seguridad (AR), después de que el Consejo Europeo de julio anterior se cerrara sin acuerdo. Su mandato comenzó el 1 de noviembre de 2014.
En 2017 Mogherini ha liderado el proceso para la definición de los criterios y mecanismos de la Cooperación estructurada permanente (CEP), dentro del proceso de integración europea en materia de Defensa.

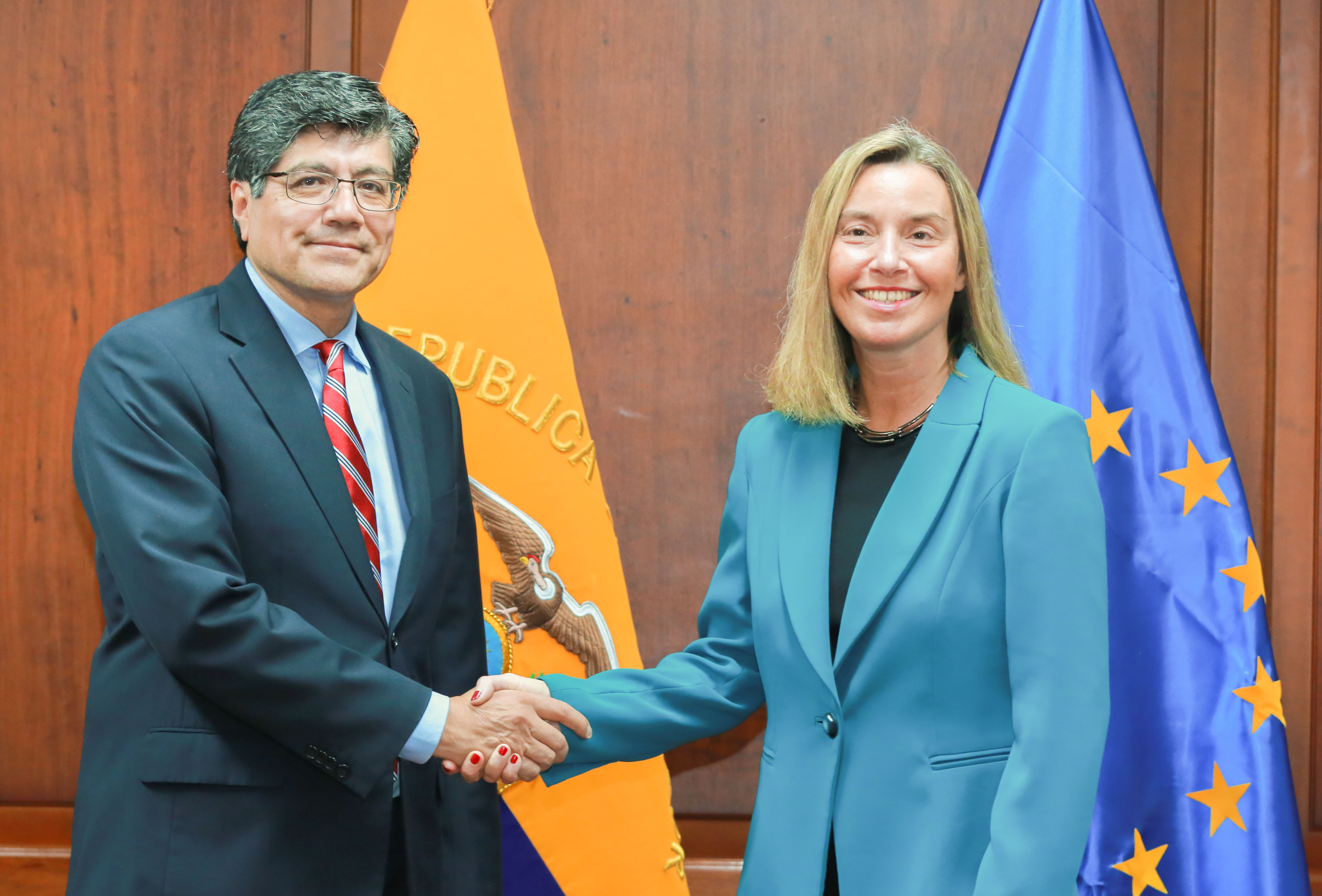
Federica Mogherini en Ecuador, año 2019

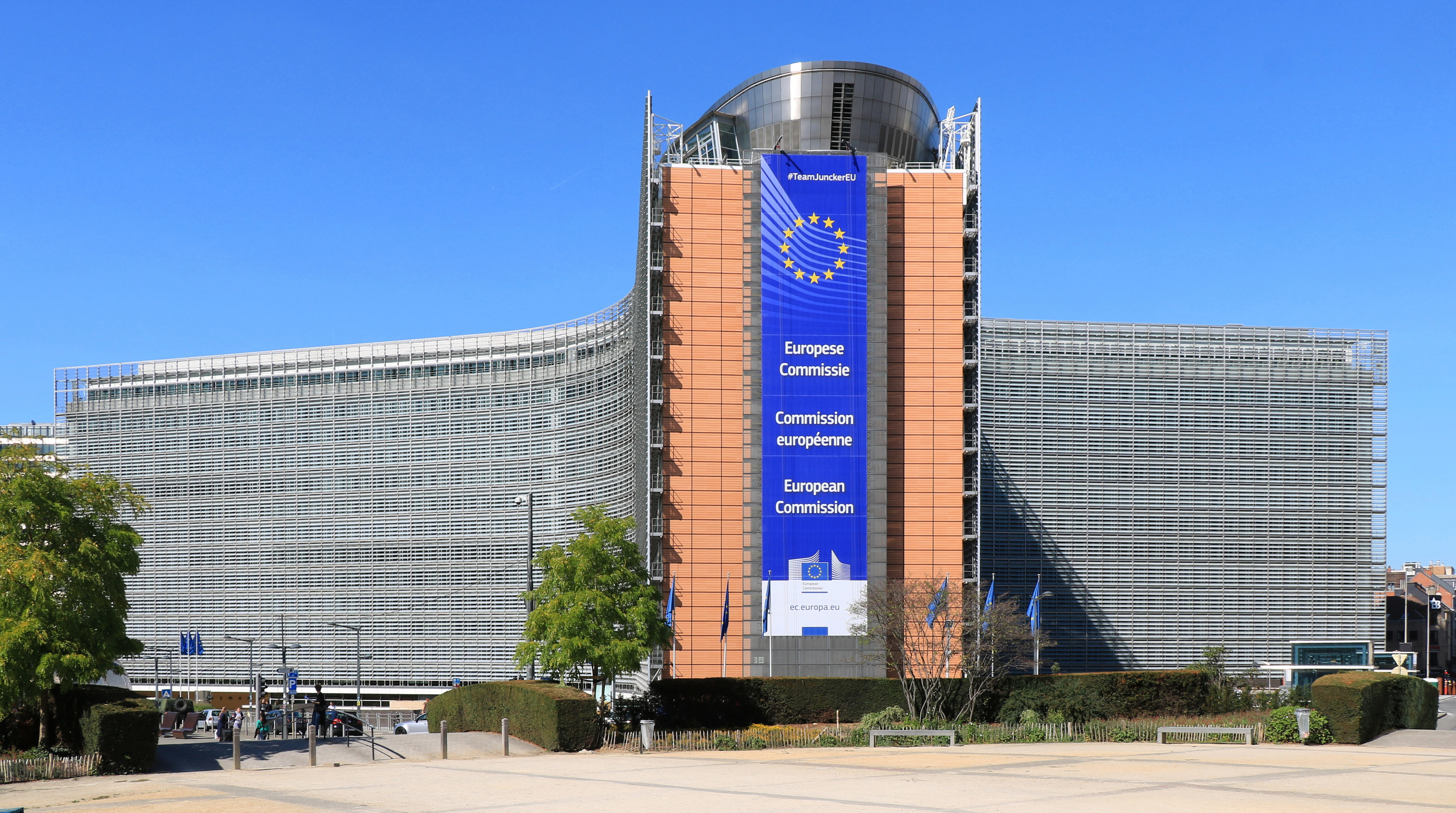
La Comisión Europea, de la que Mogherini fue vicepresidenta de 2014 a 2019